# Ecpathophanes anachoreta
Ecpathophanes anachoreta is een vlinder uit de familie van de Psychidae. De wetenschappelijke naam van de soort is voor het eerst geldig gepubliceerd in 1951 door Bradley.